# Gabriela Pazmiño
María Gabriela Pazmiño Pino (Guayaquil, 30 de julio de 1975), conocida como Gaby Pazmiño, es una presentadora de televisión ecuatoriana.

## Biografía
Gabriela Pazmiño nació el 30 de julio de 1975. Se inició en la televisión en 1990, a los 15 años de edad como animadora de Nubeluz, un programa de entretenimiento.
Fue candidata en el Miss Ecuador del año 1994. Fue parte de Aquí nos vemos, Miércoles Millonarios y Domingos Millonarios en el mismo año, también fue parte de Guayaquil Caliente. Alcanzó mayor fama como presentadora y animadora del programa concurso A todo dar, donde fue animadora por varios años. Fue presentadora del reality musical Fama o Drama, y conductora de La Guerra de los Sexos versión Ecuador.
En el 2014 comenzó un nuevo proyecto, el reality Soy el mejor el cual animó tres temporadas y antes de terminar el primer mes de transmisión de la cuarta temporada en octubre del 2015 fue despedida por un recorte de personal. Trabajó por 15 años en TC Televisión.
Luego de su despido, inició un reality tipo documental "Cara, Cuerpo, Rostro & Familia" junto a su esposo y sus 4 hijos, transmitido por su canal de YouTube, La GabyTV.
El 7 de marzo de 2016, empezó a laborar en la cadena de televisión Ecuavisa, participando en la nueva temporada del programa En Contacto.
El 23 de octubre de 2019, anuncia su retiro de la televisión para poder dedicarse a su familia. Su última aparición en la pantalla de Ecuavisa fue el miércoles 30 de octubre, tras 3 años de haberse unido a dicho canal.
El 4 de abril de 2022, retorna a la televisión como presentadora del programa Noticias de la Mañana en la cadena televisiva RTS.

### Carrera política

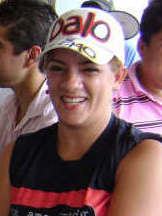
Gaby Pazmiño en 2009.

En 2007, ganó una curul en el Congreso junto a su esposo Dalo Bucaram, como parte del Partido Roldosista Ecuatoriano.
En 2009, fue reelegida por Guayas, siendo la tercera más votada en la provincia, ocupando el cargo de asambleísta.

## Controversias
En 2012, recibió una denuncia presentada por funcionarios del MIES, por la publicación de unas fotos en un medio local, de sus hijos con el expresidente Rafael Correa en Carondelet como prueba de la supuesta existencia de un acuerdo con el régimen para traer desde Panamá al exmandatario Abdalá Bucaram.

### Condición legal
El 13 de junio de 2020, mientras se hallaba en la ciudad de Miami junto a su familia, se emiten órdenes de captura por parte de la Fiscalía para ella, su esposo Dalo Bucaram, y su cuñado Michel Bucaram, al estar involucrados en el caso de sobreprecios en el sector público durante la Pandemia de enfermedad por coronavirus de 2020 en Ecuador.
El 13 de mayo de 2021, Pazmiño y su esposo fueron absueltos del cargo de delincuencia organizada por la venta ilícita de insumos médicos con sobreprecios en hospitales públicos del IESS de Guayaquil, debido a falta de pruebas.

### Salida de divisas
Según investigaciones presentadas por la Fiscalía, el patrimonio de la familia Bucaram Pazmiño sobrepasa el millón de dólares, además de registrar salida de divisas a Panamá, Holanda y Estados Unidos. La expresentadora de televisión manifiesta que, ha sufrido el "linchamiento mediático" por las acusaciones en su contra, exigiendo disculpas públicas por desprestigiar su nombre, por emitir información sin las pruebas y permisos necesarios; afirmando además que sus ingresos son producto de su esfuerzo.

## Vida personal
Está casada desde el 2008 con Dalo Bucaram, con quien procreó cuatro hijos.

## Filmografía

### Programas
| Año(s)      | Programa                       | Rol                                                                             | Canal / Plataforma |
| ----------- | ------------------------------ | ------------------------------------------------------------------------------- | ------------------ |
| 2016 - 2019 | En Contacto                    | Presentadora                                                                    | Ecuavisa           |
| 2015 - 2020 | La Gaby TV                     | Protagonista, reality show de su vida personal emitido por su canal de YouTube. | YouTube            |
| 2014 - 2015 | Soy el mejor                   | Conductora                                                                      | TC Televisión      |
| 2014 - 2015 | Atrevidos                      | Conductora                                                                      | TC Televisión      |
| 2010 - 2013 | La Guerra de los Sexos Ecuador | Conductora                                                                      | TC Televisión      |
| 2008 - 2010 | Fama o Drama                   | Conductora                                                                      | TC Televisión      |
| 2001 - 2008 | A todo dar                     | Conductora                                                                      | TC Televisión      |
| 1998        | Guayaquil Caliente             | Presentadora                                                                    | Canal UNO          |
| 1990        | Nubeluz                        | Animadora                                                                       | Red Telesistema    |

## Premios y nominaciones

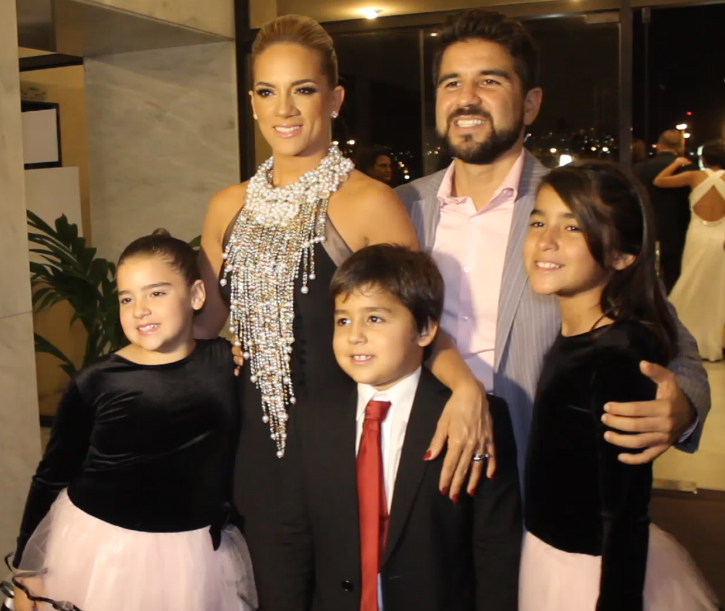
La Familia Bucaram Pazmiño en 2015. Gabriela Pazmiño junto a Dalo Bucaram y sus hijos en la gala de los Premios ITV.

### Premio ITV
| Año  | Categoría                                 | Programa                       | Resultado |
| ---- | ----------------------------------------- | ------------------------------ | --------- |
| 2003 | Mejor Animadora Concurso                  | A todo dar                     | Ganadora  |
| 2004 | Variedades & Concursos "Mejor Conductora" | A todo dar                     | Nominada  |
| 2005 | Mejor Animadora Concurso                  | A todo dar                     | Ganadora  |
| 2006 | Mejor Animadora Concurso                  | A todo dar                     | Ganadora  |
| 2008 | Mejor Animadora de Concursos              | Fama o drama                   | Ganadora  |
| 2009 | Mejor Animadora de Concursos              | Fama o drama                   | Ganadora  |
| 2010 | Mejor Animadora de Concursos              | La Guerra de los Sexos Ecuador | Ganadora  |
| 2011 | Mejor Animadora de Programa de Concursos  | La Guerra de los Sexos Ecuador | Ganadora  |
| 2012 | Mejor Animadora de Programa de Concursos  | La Guerra de los Sexos Ecuador | Nominada  |
| 2014 | Mejor Animadora de Concursos              | Soy el mejor                   | Ganadora  |
| 2015 | Mejor Animadora de Concursos              | Soy el mejor VIP               | Ganadora  |
| 2016 | Mejor Conductora Variedades               | En Contacto                    | Ganadora  |
| 2017 | Mejor Comunicadora                        | En Contacto                    | Ganadora  |
| 2017 | Mejor canal digital entretenimiento       | La GabyTv                      | Ganadora  |
| 2018 | Mejor presentadora de variedades          | En Contacto                    | Ganadora  |
| 2018 | Mejor canal digital entretenimiento       | La GabyTv                      | Ganadora  |
| 2019 | Mejor presentadora de variedades          | En Contacto                    | Ganadora  |